# Thalassa (banda)
Thalassa fue un grupo de origen griego mayormente conocidos por su participación en el Festival de la Canción de Eurovisión 1998.

## Carrera
La banda fue formada por los músicos Yiannis Valvis y Dionisia Karoki exclusivamente para participar en el Festival de Eurovisión. El dúo participó en la correspondiente final nacional de su país para representar a Grecia en el certamen. Finalmente, el grupo consiguió el primer puesto con su canción "Mia Krifi Evesthisia" (en griego, Μια κρυφή ευαισθησία; en español, "Una Sensibilidad Oculta"), obteniendo el derecho de viajar a Birmingham, Reino Unido para representar al país helénico. Posterior a esto, muchos participantes de dicha competencia alegaron que la victoria del dúo había sido un fraude.
Durante sus correspondientes ensayos en Birmingham, Valvis tuvo varias peleas con el director del show por lo que finalmente fue expulsado del recinto y se le prohibió formar parte de la presentación. Él observó el espectáculo desde su habitación en el hotel que los alojaba, siendo vigilado por dos guardias de seguridad. Thalassa actuó en segundo lugar y consiguieron al final de la noche sólo 12 puntos (de Chipre) y se posicionaron en el 20° lugar de entre 25 participantes.
Después de esto, el dúo se separó. Dionisia Karoki trabajó como corista para varios artistas de origen griego y, en la actualidad, se desempeña como profesora de música  canto en una escuela privada musical. Yiannis Valvis trabaja como ingeniero de sonido en una estación de radio en Grecia llamada Best Radio.
El único sencillo en CD publicado por Thalassa fue de carácter promocional. Dicho ejemplar contiene la canción con la que participaron en Eurovisión, dos remixes de él mismo (con la voz de una cantante no acreditada), y la canción "Kosme Cinema", con la que intentaron competir en la preselección de su país para el festival de 1998. A pesar de haber tenido poca cobertura radial, la canción consiguió llegar a la cima de la lista de éxitos de la estación radial griega FLY FM 89.7.

## Discografía
Sencillos
- "Mia Krifi Evesthisia" (1998) (sólo promocional)